# أيوب سورينسن
أيوب سورينسن (12 أبريل 1988 الدار البيضاء المغرب - ) هو لاعب كرة قدم مغربي، يلعب كلاعب وسط، لعب 97 مباراة وسجل 17 هدف.

## مسيرته

### مسيرته مع المنتخبات الوطنية
- 2008 - 2009 لعب مع منتخب المغرب تحت 20 سنة لكرة القدم 11 مباراة سجل خلالها هدف.

### مسيرته مع الأندية
- 2007 - 2008 لعب مع فيدوفري 17 مباراة سجل خلالها 4 أهداف.
- 2009 - 2013 لعب مع نادي لينغبي 68 مباراة سجل خلالها 12 هدف.
- 2013 - 2016 لعب مع نادي سوندرييسكه مباراة.

## روابط خارجية
- أيوب سورينسن على موقع قاعدة بيانات كرة القدم.إي يو (الإنجليزية)
- أيوب سورينسن على موقع Soccerway.com (الإنجليزية)
- أيوب سورينسن على موقع عالم كرة القدم.نت (الإنجليزية)